# Adam Powers, der Jongleur
Adam Powers, der Jongleur (englisch Adam Powers, the Juggler, oder auch The Juggler) ist eine Computeranimation aus dem Jahr 1981, in welcher der namensgebende Protagonist seinen Auftritt hat.

## Hintergrund
Die Computeranimation wurde als Demo von Gary Demos, John Whitney Jr., Craig Reynolds und Richard Taylor der Firma Information International Inc. (Triple-I bzw. III) erschaffen.
Es war einer der allerersten CGI animierten anthropomorphen Gestalten und wurde auf der SIGGRAPH 1981 präsentiert. Gezeigt wurde die erste menschliche Gestalt in Rastergrafik, bei der Motion Capture (mithilfe des echten Jongleurs Ken Rosenthal) angewandt wurde.
Der Charakter wurde mit etwa 25000–30000 Polygonen modelliert. Das Gesicht von Adam Powers wurde im Film Tron wiederverwendet und bildet dort als gemappte Textur das digitale Gesicht vom MCP (Akronym von englisch Master Control Program).

## Inhalt
Der Clip zeigt die Titelfigur Adam Powers, welche auf einer riesigen Ebene mit Schachbrettmuster steht, dabei eine Sonnenfinsternis im Rücken, die eine Sonnenkorona erkennen lässt. Er jongliert einige Formen (Kugel, Quader, Kegel usw.) und die Computeranimation zeigt auch herumwirbelnde bunte Formen und Objekte. Der Clip endet, als der Jongleur mit einem Rückwärtssalto spurlos in seinen Zylinderhut entschwindet, und nur diesen zurücklässt.